# Necromys lasiurus
Espèce
Statut de conservation UICN

 LC  : Préoccupation mineure
Necromys lasiurus est une espèce de rongeurs d'Amérique du Sud de la famille des Cricetidae. Il peut être un réservoir pour certains Hantavirus.

## Description
Necromys lasiurus atteint une longueur, tête et de corps compris, de 118 à 138 mm, avec une queue longue de 66 à 96 mm. Les oreilles sont petites et arrondies et ont une couverture de poils clairsemée. La fourrure du corps est de couleur variable, mais généralement le dos est gris olive à brun foncé, les flancs sont plus pâles et lavés d'ocre et les parties inférieures sont blanches ou gris pâle. La ligne de démarcation entre les parties supérieures et inférieures est mal définie. La queue est bicolore, foncée dessus et pâle dessous, et vêtue d'une fourrure courte et assez dense, et les pattes sont brunes dessus avec des touffes de poils blanches entre les doigts, lesquels ont des ongles forts.

## Répartition
Ce taxon se rencontre dans les pays suivants : Argentine, Bolivie, Brésil, Paraguay, Pérou.

## Taxonomie
Le nom valide complet (avec auteur) de ce taxon est Necromys lasiurus (Lund, 1841).
L'espèce a été initialement classée dans le genre ? sous le protonyme ? lasiurus Lund, 1841.

### Synonymes
Necromys lasiurus a pour synonymes :
- ? lasiurus Lund, 1841
- Akodon fuscinus Thomas, 1897
- Bolomys lasiurus (Lund, 1841)
- Hesperomys brachyurus Wagner, 1845
- Zygodontomys pixuna Moojen, 1943